# Lijst van films (1950-1959)
Dit is een lijst van films uit de periode 1950-1959.

## 0-9
- 12 Angry Men (1957)
- The 13th Letter (1951)
- 125, rue Montmartre (1959)
- 1984 (1956)
- 20 Million Miles to Earth (1957)
- 20,000 Leagues Under the Sea (1954)
- 3 Ring Circus (1954)
- 3:10 to Yuma (1957)
- The 30 Foot Bride of Candy Rock (1959)
- The 39 Steps (1959)
- 4D Man (1959)
- 5 Fingers (1952)
- The 5,000 Fingers of Dr. T. (1953)
- The 7th Voyage of Sinbad (1958)
- 99 River Street (1953)

## A
- The Abominable Snowman (1957)
- Abbott and Costello Go to Mars (1953)
- Abbott and Costello in the Foreign Legion (1950)
- Abbott and Costello Meet Captain Kidd (1952)
- Abbott and Costello Meet Dr. Jekyll and Mr. Hyde (1953)
- Abbott and Costello Meet the Invisible Man (1951)
- Abbott and Costello Meet the Keystone Kops (1955)
- Abbott and Costello Meet the Mummy (1955)
- Above and Beyond (1952)
- Above Us the Waves (1955)
- About Face (1952)
- Absender unbekannt (1950)
- Accused of Murder (1956)
- Ace in the Hole (1951)
- Achtung banditi (1951)
- Across the Wide Missouri (1951)
- Action immédiate (1957)
- The Actress (1953)
- Adémaï au poteau-frontière (1950)
- The Admirable Crichton (1957)
- The Adventures of Quentin Durward (1955)
- The Adventures of Robinson Crusoe (1954)
- Affair in Trinidad (1952)
- An Affair to Remember (1957)
- The Affairs of Dobie Gillis (1953)
- The African Queen (1951)
- After the Ball (1957)
- Against All Flags (1952)
- Age 13 (1955)
- Agence matrimoniale (1952)
- Ah! Les belles bacchantes (1954)
- Ain't Misbehavin' (1955)
- L'Air de Paris (1954)
- Akasen Chitai (1955)
- Al Capone (1959)
- Alaska Seas (1954)
- Alexander the Great (1956)
- Alice in Wonderland (1951)
- All About Eve (1950)
- The All American (1953)
- All I Desire (1953)
- All That Heaven Allows (1955)
- All the Brothers Were Valiant (1953)
- An Alligator Named Daisy (1955)
- The Alligator People (1959)
- Along the Great Divide (1951)
- Alraune (1952)
- Als de kraanvogels overvliegen (1957)
- Alto Paraná (1958)
- Alt Heidelberg (1959)
- Am Tag, als der Regen kam (1959)
- L'amant de paille (1951)
- L'amante di Paride (1954)
- Les Amants (1958)
- Les Amants de Montparnasse (1958)
- The Amazing Colossal Man (1957)
- Ambush (1950)
- An American in Paris (1951)
- Un americano a Roma (1954)
- Amore e guai (1958)
- L'amore in Città (1957)
- Un amour de parapluie (1951)
- Un amour de poche (1957)
- L'amour n'est pas un péché (1952)
- Anastasia (1956)
- Anatomy of a Murder (1950)
- Anderssonskans Kalle (1950)
- Androcles and the Lion (1952)
- Andy Hardy Comes Home (1958)
- Angel Face (1952)
- Angels in the Outfield (1951)
- Angels One Five (1952)
- The Angry Hills (1959)
- The Angry Red Planet (1959)
- Animal Farm (1954)
- Annie Get Your Gun (1950)
- Another Time, Another Place (1958)
- Anything Goes (1956)
- Apache (1954)
- Apache Ambush (1955)
- Apache Drums (1951)
- Apache Territory (1958)
- Aparajito (1956)
- The Appearances Deceive (1958)
- Appointment with Danger (1951)
- April 1, 2000 (1951)
- April Love (1957)
- Apur Sansar (1959)
- Archimède le clochard (1959)
- Arlette erobert Paris (1953)
- Armored Car Robbery (1950)
- Arms and the Man (1958)
- Around the World in Eighty Days (1956)
- Arrabalera (1950)
- Arrowhead (1953)
- Artists and Models (1955)
- As Young as You Feel (1951)
- Ascenseur pour l'échafaud (1958)
- The Asphalt Jungle (1950)
- Les assassins du dimanche (1956)
- Assepoester (1950)
- The Astonished Heart (1950)
- The Astounding She-Monster (1957)
- At War with the Army (1950)
- Athena (1954)
- Atoll K (1950)
- Atom Man vs. Superman (1950)
- The Atomic City (1952)
- The Atomic Kid (1953)
- The Atomic Submarine (1959)
- Attack of the 50 Foot Woman (1958)
- Attack of the Crab Monsters (1957)
- Attack of the Giant Leeches (1959)
- Attack of the Puppet People (1958)
- Attack (1956)
- Atto d'accusa (1951)
- Au diable la vertu (1953)
- Au revoir M. Grock (1950)
- Auf der Reeperbahn nachts um halb eins (1954)
- Aunt Clara (1954)
- Auntie Mame (1958)
- Autumn Leaves (1956)

## B
- Babul (1950)
- Baby Doll (1956)
- Baby Face Nelson (1957)
- The Bachelor Party (1957)
- Back from the Dead (1957)
- Backfire (1950)
- The Bad and the Beautiful (1952)
- Bad Day at Black Rock (1955)
- The Bad Seed (1956)
- The Badlanders (1958)
- The Ballad of Narayama (1958)
- Ballada o soldate (1959)
- The Band Wagon (1953)
- La bande à papa (1955)
- The Bandit Queen (1950)
- Bangiku (1954)
- The Barbarian and the Geisha (1958)
- The Barefoot Contessa (1954)
- Barnacle Bill (1957)
- The Baron of Arizona (1950)
- The Barred Road (1958)
- The Barretts of Wimpole Street (1957)
- The Bat (1959)
- I battelieri del Volga (1959)
- Battle Cry (1955)
- Battle Hymn (1957)
- Battle in Outer Space (1959)
- The Battle of the River Plate (1959)
- Battle Taxi (1955)
- Battleground (1950)
- Beachhead (1954)
- Beat the Devil (1953)
- Beau Brummell (1954)
- The Beast from 20,000 Fathoms (1953)
- The Beast from Haunted Cave (1959)
- The Beat Generation (1959)
- Le Beau Serge (1958)
- La Beauté du diable (1950)
- Beautiful Stranger (1954)
- Bébés à gogo (1956)
- Because You're Mine (1952)
- Bedtime for Bonzo (1951)
- The Beggar's Opera (1953)
- Bekenntnisse des Hochstaplers Felix Krull (1957)
- Bell, Book and Candle (1958)
- La Bella mugnaia (1955)
- The Belle of New York (1952)
- The Belles of St Trinian's (1954)
- Bellissima (1951)
- Beloved Beauty (1958)
- Ben and Me (1953)
- Bend of the River (1952)
- Beneath the 12-Mile Reef (1953)
- Ben-Hur (1959)
- The Best of Everything (1959)
- The Best Things in Life Are Free (1956)
- Betrayed (1954)
- Between Heaven and Hell (1956)
- Beyond a Reasonable Doubt (1956)
- Beyond This Place (1959)
- Bhookailas (1958)
- Bhowani Junction (1956)
- Bibi Fricotin (1951)
- ll bidone (1955)
- Bienvenido Mr. Marshall (1953)
- The Big Combo (1955)
- The Big Country (1958)
- The Big Fisherman (1959)
- The Big Heat (1953)
- Big House Bunny (1950)
- The Big Knife (1955)
- The Big Operator (1959)
- The Big Trees (1952)
- Il Bigamo (1956)
- Bigger Than Life (1956)
- Les Bijoutiers du clair de lune (1958)
- The Birds and the Bees (1956)
- Biruma no tategoto (1956)
- Bitter Victory (1957)
- The Black Castle (1952)
- The Black Knight (1954)
- The Black Orchid (1958)
- The Black Rose (1950)
- The Black Shield of Falworth (1954)
- Black Tuesday (1954)
- Black Widow (1954)
- Blackboard Jungle (1955)
- Le blé en herbe (1954)
- The Blob (1958)
- Bloem der Natie (1956)
- Blood Alley (1955)
- The Blood of Dracula (1957)
- Blood of the Vampire (1958)
- The Blue Gardenia (1953)
- The Blue Lamp (1950)
- Blue Murder at St Trinian's (1957)
- The Blue Veil (1951)
- Bob le flambeur (1956)
- Boîte à vendre (1951)
- The Bold and the Brave (1956)
- Bólidos de acero (1950)
- Le Bon Dieu Sans Confession (1953)
- Boniface somnambule (1951)
- Bonjour sourire (1955)
- Bonjour tristesse (1958)
- The Bonnie Parker Story (1958)
- Boots Malone (1952)
- Born Yesterday (1950)
- Le Bossu (1959)
- Boy on a Dolphin (1957)
- The Brain Eaters (1958)
- Brandy for the Parson (1952)
- The Bravados (1958)
- The Brave One (1956)
- Brave Warrior (1952)
- Breach of Trust (1950)
- The Breaking Point (1950)
- Bride of the Monster (1955)
- The Bridge on the River Kwai (1957)
- The Bridges at Toko-Ri (1955)
- Briefträger Müller (1953)
- Brigadoon (1954)
- Bright Leaf (1950)
- Bright Victory (1951)
- Brilstra en zijn Bromvlieg (1956)
- Broken Arrow (1950)
- Broken Lance (1954)
- Brothers in Law (1956)
- The Brothers Karamazov (1958)
- The Brothers Rico (1957)
- The Browning Version (1951)
- Die Brücke (1959)
- El bruto (1953)
- The Buccaneer (1958)
- Buchanan Rides Alone (1958)
- A Bucket of Blood (1959)
- Buenos Aires a la vista (1950)
- Buffalo Bill in Tomahawk Territory (1952)
- Bullfighter and the Lady (1951)
- Bundle of Joy (1956)
- The Burglar (1957)
- The Burmese Harp (1956)
- Bus Stop (1956)
- Bushy Hare (1950)
- The Buster Keaton Story (1957)
- By the Light of the Silvery Moon (1953)

## C
- C.I.D. (1956)
- The Caddy (1954)
- Caged (1950)
- The Caine Mutiny (1954)
- Calamity Jane (1953)
- Call Me Madam (1953)
- Call Me Mister (1951)
- Calle Mayor (1956)
- Il Cammino Della Speranza (1950)
- Canary Row (1950)
- Captain Carey, U.S.A. (1950)
- Captain Horatio Hornblower R.N. (1951)
- The Captain's Paradise (1953)
- Captive Women (1951)
- The Card (1951)
- Career (1959)
- The Careless Years (1957)
- Carib Gold (1957)
- Carbine Williams (1952)
- Carmen Jones (1954)
- Carousel (1956)
- Carrie (1952)
- Carrington V.C. (1955)
- Carry On Nurse (1959)
- Carry On Sergeant (1958)
- Carry On Teacher (1959)
- Carson City (1951)
- Carve Her Name with Pride (1958)
- Le Cas du docteur Laurent (1957)
- La Casa del Terror (1959)
- Casa Ricordi (1956)
- Casanova's Big Night (1954)
- The Case of the Mukkinese Battle Horn (1956)
- Casque d'or (1951)
- El Castillo de los Monstruos (1958)
- Castle in the Air (1952)
- Cat on a Hot Tin Roof (1958)
- The Catered Affair (1956)
- Cattle Drive (1951)
- Cat-Women of the Moon (1953)
- Cause for Alarm! (1951)
- Cela s'appelle l'aurore (1956)
- Celui qui Doit Mourir (1957)
- Ces dames préfèrent le mambo (1958)
- Cette sacrée gamine (1956)
- Chalti Ka Naam Gaadi (1958)
- Champagne for Caesar (1950)
- Champions Juniors (1951)
- Un chant d'amour (1950)
- Charleys Tante (1956)
- Charmants garçons (1958)
- Le Château de verre (1950)
- Cheaper by the Dozen (1950)
- Le Chemin des écoliers (1959)
- Le chevalier de la nuit (1954)
- Chief Crazy Horse (1955)
- Chiens perdus sans collier (1955)
- Les Chiffonniers d'Emmaüs (1955)
- Chikamatsu Monogatari (1954)
- Chronicle of a Love (1950)
- Cinerama Holiday (1955)
- Ciske de Rat (1955)
- Cinderella (1950)
- City Beneath the Sea (1953)
- Clash by Night (1951)
- The Clown (1953)
- The Cobweb (1955)
- The Cockleshell Heroes (1955)
- The Colditz Story (1955)
- Comanche (1956)
- Comanche Territory (1950)
- Come Back, Little Sheba (1952)
- Come Fill the Cup (1951)
- Comin' Round the Mountain (1951)
- Comme un cheveu sur la soupe (1957)
- Les compagnes de la nuit (1953)
- Compulsion (1959)
- Le Comte de Monte-Cristo (1955)
- Un condamné à mort s'est échappé (1956)
- Confidentially Connie (1953)
- Congo Crossing (1956)
- The Conqueror (1956)
- The Conquest of Everest (1953)
- Continente perduto (1955)
- Contro la legge (1950)
- Convicted (1950)
- The Cool and the Crazy (1958)
- Corridors of Blood (1958)
- Les corsaires du Bois de Boulogne (1954)
- Count Three and Pray (1955)
- The Country Girl (1954)
- The Court Jester (1956)
- The Court-Martial of Billy Mitchell (1955)
- Courte tête (1956)
- Les Cousins (1959)
- Cowboy (1958)
- Creature from the Black Lagoon (1954)
- The Creature Walks Among Us (1956)
- Crime et Châtiment (1956)
- The Crime of Korea (1950)
- Crime of Passion (1957)
- Crime Wave (1954) aka The City Is Dark
- Crimson Bat (1958)
- The Crimson Pirate (1952)
- Cronache di poveri amanti (1954)
- The Cruel Sea (1953)
- The Cry Baby Killer (1958)
- Cry, the Beloved Country (1951)
- Cue Ball Cat (1950)
- Cuori sul mare (1950)
- The Curse of Frankenstein (1957)
- Curse of the Faceless Man (1958)
- Curtain Up (1952)
- Cyrano de Bergerac (1950)

## D
- D.O.A. (1950)
- Daddy Long Legs (1955)
- Daddy-O (1958)
- The Dam Busters (1954)
- Damn Yankees (1958)
- The Damned Don't Cry (1950)
- Dance Hall (1950)
- Dance with Me Henry (1956)
- Dangerous Crossing (1953)
- Dangerous Mission (1954)
- Darby O'Gill and the Little People (1959)
- Darby's Rangers (1958)
- Dark City (1950)
- Das kann jedem passieren (1952)
- A Date with Death (1959)
- David and Bathsheba (1951)
- The Daughter of Rosie O'Grady (1950)
- Davy Crockett, King of the Wild Frontier (1955)
- Day of the Outlaw (1959)
- The Day the Earth Stood Still (1951)
- The Day the Sky Exploded (1958)
- D-Day the Sixth of June (1956)
- The Deadly Mantis (1957)
- Death of a Salesman (1951)
- Decision at Sundown (1957)
- Decision Before Dawn (1951)
- The Decks Ran Red (1958)
- The Deep Blue Sea (1955)
- The Defiant Ones (1958)
- The Delicate Delinquent (1957)
- The Delinquents (1957)
- Demetrius and the Gladiators (1954)
- Les Dents Longues (1959)
- Der dunkle Stern (1955)
- Derby Day (1952)
- The Desert Fox: The Story of Rommel (1951)
- The Desert Rats (1953)
- The Desert Song (1953)
- Designing Woman (1957)
- Desire Under the Elms (1958)
- Désirée (1954)
- Desk Set (1957)
- Le Désordre et la Nuit (1958)
- The Desperate Hours (1955)
- Destination Moon (1950)
- Detective Story (1951)
- The Devil's Disciple (1959)
- Devil's Doorway (1950)
- Les Diaboliques (1954)
- Dial M for Murder (1954)
- Diane (1956)
- The Diary of Anne Frank (1959)
- De dijk is dicht (1950)
- Le dindon (1951)
- Doctor in the House (1954)
- Domenica d'agosto (1950)
- Don't Bother to Knock (1952)
- Don't Give Up the Ship (1959)
- Don't Go Near the Water (1957)
- Donzoko (1957)
- De dood van apotheker Dekkinga (1950)
- Doornroosje (1959)
- Dorp aan de rivier (1958)
- Dortoir des grandes (1953)
- Double Crossbones (1951)
- Double Dynamite (1951)
- Douze heures d'horloge (1959)
- Down Among the Z Men (1952)
- Dracula (1958)
- Dragnet (1954)
- Drango (1957)
- Dream Wife (1953)
- Du rififi chez les hommes (1955)
- Due soldi di speranza (1952)
- The Duke Wore Jeans (1958)
- Dunkirk (1958)

## E
- È più facile che un cammello... (1951)
- Early Summer (1951)
- Earth vs. the Flying Saucers (1956)
- Earth vs. the Spider (1958)
- East of Eden (1955)
- East of Sumatra (1953)
- The Eddy Duchin Story (1956)
- Edge of the City (1957)
- Édouard et Caroline (1950)
- The Egyptian (1954)
- Eiserne Gustav (1958)
- Él (1953)
- Elena et les Hommes (1956)
- Elephant Walk (1954)
- Elle et Moi (1959)
- En cas de malheur (1958)
- En effeuillant la marguerite (1956)
- Endless Desire (1958)
- The Enemy Below (1957)
- Les Enfants terribles (1950)
- The Enforcer (1951) aka Murder, Inc.
- Enjo (1958)
- Ensayo de un crimen (1955)
- Ercole e la regina di Lidia (1959)
- Es geschah am 20. Juli (1955)
- Es geschah am hellichten Tag (1958)
- Escalier de service (1954)
- Escape at Dawn (1950)
- Escape by Night (1953)
- Escape from Fort Bravo (1953)
- Les Espions (1957)
- Estate violenta (1959)
- Et Dieu... créa la femme (1956)
- L'Eterna catena (1952)
- Les Étoiles de midi (1959)
- L'étrange désir de Monsieur Bard (1953)
- L'Étrange Madame X (1951)
- L'Étrange Monsieur (1957)
- Un Ettaro di cielo (1959)
- Ewiger Walzer (1954)
- Executive Suite (1954)
- Expresso Bongo (1959)

## F
- Façade (1958) aka Ansiktet
- A Face in the Crowd (1957)
- Faites-moi confiance (1953)
- La Famille Anodin (1956)
- Fancy Pants (1950)
- Fanfan la Tulipe (1952)
- Fanfare (1958)
- The Far Country (1954)
- A Farewell to Arms (1957)
- Farewells (1958)
- The Farmer Takes a Wife (1953)
- The Fast and the Furious (1955)
- The Fastest Gun Alive (1956)
- Fate of a Man (1959)
- Father Brown (1954)
- Father of the Bride (1950)
- Father's Little Dividend (1951)
- Le fatiche di Ercole (1958)
- Le fauve est lâché (1959)
- Favourite 13 (1958)
- The FBI Story (1959)
- Fear and Desire (1954)
- Fear Strikes Out (1957)
- Febbre di vivere (1953)
- Female Jungle (1954)
- Female on the Beach (1955)
- Ferdinando I. re di Napoli (1959)
- Le Feu aux poudres (1957)
- The Fiend Who Walked the West (1958)
- Fiend Without a Face (1958)
- La fièvre monte à El Pao (1959)
- The Fighting Seventh (1951)
- The File on Thelma Jordon (1950)
- Fille dangereuse (1953)
- Fire Down Below (1957)
- Fire Maidens from Outer Space (1956)
- Fires on the Plain (1959)
- The Five Pennies (1959)
- The Flame and the Arrow (1950)
- Flame and the Flesh (1954)
- Flesh and Fury (1952)
- Flesh and the Spur (1957)
- Le Fleuve (1952)
- Flicka och hyacinter (1950) aka Meisje met de hyacinten
- Floating Weeds (1959)
- The Fly (1958)
- Flying Leathernecks (1951)
- The Flying Saucer (1950)
- Folie douce (1951)
- Footsteps in the Fog (1955)
- Les Forbans de la nuit (1951)
- Forbidden (1953)
- Forbidden Planet (1956)
- Das Forsthaus in Tirol (1955)
- Fort Worth (1951)
- La Fortuna di essere donna (1956)
- Forty Guns (1957)
- The Four Poster (1950)
- Fourteen Hours (1951)
- Francesco, Giullare di Dio (1950)
- Francis (1950)
- Francis in the Haunted House (1956)
- Francis Covers the Big Town (1953)
- Francis Goes to the Races (1951)
- Francis Goes to West Point (1952)
- Francis in the Navy (1955)
- Francis Joins the WACS (1954)
- Frankenstein's Daughter (1958)
- Fraternité (1954)
- French Cancan (1954)
- Friendly Persuasion (1956)
- Fripouillard et compagnie (1959)
- The Frogmen (1951)
- Freule Julie (1951) aka Fröken Julie
- From Here to Eternity (1953)
- From the Earth to the Moon (1958)
- Frou-Frou (1955)
- The Fugitive Kind (1959)
- La fugue de Monsieur Perle (1952)
- The Fuller Brush Girl (1950)
- Funny Face (1957)
- The Furies (1950)

## G
- Gaby (1956)
- Galapagos (1955)
- Gas-oil (1955)
- De Geheimen van de Valkenhorst (1952)
- Geheimen van vrouwen (1952) aka Kvinnors väntan
- The Geisha Boy (1958)
- Il generale Della Rovere (1959)
- Genevieve (1953)
- Des gens sans importance (1956)
- Gentlemen Prefer Blondes (1953)
- Gerald McBoing-Boing (1950)
- Gervaise (1956)
- Giant (1956)
- The Giant Behemoth (1959)
- The Giant Claw (1957)
- Gideon's Day (1958)
- Gidget (1959)
- Gigi (1958)
- Giorni d'amore (1954)
- Gion Bayashi (1953)
- The Girl Can't Help It (1956)
- The Girl in Black Stockings (1957)
- Girl on the Run (1958)
- The Girl Who Had Everything (1953)
- Les Girls (1957)
- Girls Town (1959)
- Give a Girl a Break (1954)
- The Glass Menagerie (1950)
- Glen or Glenda (1953)
- The Glenn Miller Story (1953)
- Gli Eroi della domenica (1953)
- Glimlach van een zomernacht (1955) aka Sommarnattens leende
- Go for Broke! (1951)
- God's Little Acre (1958)
- The Goddess (1958)
- Godzilla Raids Again (1955)
- Godzilla, King of the Monsters! (1956)
- Godzilla (1954)
- Goha (1958)
- The Golden Blade (1953)
- The Golden Horde (1951)
- Gone to Earth (1950)
- Good Day for a Hanging (1958)
- The Good Die Young (1954)
- Goodbye, My Fancy (1951)
- Le Gorille Vous Salue Bien (1958)
- Grabenplatz 17 (1958)
- La Grande Bagarre de Don Camillo (1955)
- La grande guerra (1959)
- La grande strada azzurra (1957)
- Les Grandes Familles (1958)
- The Great Caruso (1951)
- The Great Locomotive Chase (1956)
- The Great Man (1956)
- The Great Missouri Raid (1951)
- The Greatest Show on Earth (1952)
- The Green Man (1956)
- Green Mansions (1959)
- Il grido (1957)
- Grounds for Marriage (1951)
- Gun Crazy (1950)
- Gun Fury (1953)
- Gun the Man Down (1956)
- The Gunfight at Dodge City (1959)
- Gunfight at the O.K. Corral (1957)
- The Gunfighter (1950)
- Guys and Dolls (1955)
- Gycklarnas Afton (1953)

## H
- H-8 (1958)
- The H-Man (1958)
- Hangman's Knot (1952)
- The Hanging Tree (1959)
- Hans Christian Andersen (1952)
- The Happiest Days of Your Life (1950)
- Happy Anniversary (1959)
- The Happy Family (1952)
- The Harder They Fall (1956)
- Harriet Craig (1950)
- Harvey (1950)
- Has Anybody Seen My Gal? (1952)
- A Hatful of Rain (1957)
- The Haunted Strangler (1958)
- Der Hauptmann von Köpenick (1956)
- Have Rocket, Will Travel (1959)
- He Ran All the Way (1951)
- The Heart of the Matter (1953)
- Heaven Knows, Mr. Allison (1957)
- Die Helden sind müde (1955)
- Helen of Troy (1956)
- Hell and High Water (1954)
- Hell Drivers (1957)
- Hell's Half-Acre (1954)
- Hellcats of the Navy (1957)
- Here Comes the Groom (1951)
- Heroism (1958)
- Herz der Welt (1952)
- Ein Herz schlägt für Erika (1956)
- Ein Herz spielt falsch (1953)
- Das Herz von St. Pauli (1957)
- Het is Tijd (1956)
- Hiawatha (1952)
- Higanbana (1958)
- The High and the Mighty (1954)
- High Noon (1952)
- High School Confidential (1958)
- High Society (1956)
- A Hill in Korea (1956)
- Hiroshima mon amour (1959)
- His Kind of Woman (1951)
- Hit the Deck (1955)
- The Hitch-Hiker (1953)
- Hobson's Choice (1954)
- Hochzeit auf Reisen (1953)
- A Hole in the Head (1959)
- Hollywood or Bust (1956)
- Les hommes ne pensent qu'à ça (1954)
- Hondo (1953)
- The Horror of Dracula (1958)
- The Horse Soldiers (1959)
- The Horse's Mouth (1958)
- Houdini (1953)
- Houen zo! (1952)
- The Hound of the Baskervilles (1959)
- House by the River (1950)
- House of Bamboo (1955)
- House of Wax (1953)
- House on Haunted Hill (1959)
- The House on Telegraph Hill (1951)
- Houseboat (1958)
- How to Make a Monster (1958)
- How to Marry a Millionaire (1953)
- Howrah Bridge (1958)
- Le huitième art et la manière (1952)
- Human Desire (1954)
- The Hunters (1958)
- Les hussards (1955)

## I
- I Accuse! (1958)
- I Bury the Living (1958)
- I Confess (1953)
- I Died a Thousand Times (1955)
- I Love Melvin (1953)
- I Married a Monster from Outer Space (1958)
- I Soliti Ignoti (1958)
- I Tartassati (1959)
- I Want to Live! (1958)
- I Was a Shoplifter (1950)
- I Was a Teenage Werewolf (1957)
- I Was Monty's Double (1958)
- I'll Cry Tomorrow (1955)
- I'll Get By (1950)
- Ice Cold in Alex (1958)
- Ich Suche Dich (1956)
- Ich weiß, wofür ich lebe (1955)
- The Idiot (1951)
- Ikimono no kiroku (1955)
- Ikiru (1952)
- Illegal (1955)
- Ils étaient cinq (1952)
- I'm Alright Jack (1959)
- Imitation of Life (1959)
- The Immoral Mr. Teas (1959)
- The Importance of Being Earnest (1952)
- L'impossible Monsieur Pipelet (1955)
- Les impures (1955)
- In a Lonely Place (1950)
- In Love and War (1958)
- In the Money (1958)
- L'Inconnu des cinq cités (1951)
- The Incredible Shrinking Man (1957)
- The Indian Fighter (1956)
- Indian Uprising (1952)
- Indiscreet (1958)
- Indiscretion of an American Wife (1954)
- Inferno (1953)
- The Inn of the Sixth Happiness (1958)
- Innocents in Paris (1952)
- An Inspector Calls (1954)
- Interrupted Melody (1955)
- Les intrigantes (1954)
- Invaders from Mars (1953)
- Invasion U.S.A (1952)
- Invitation to the Dance (1956)
- Is Your Honeymoon Really Necessary? (1953)
- Island in the Sky (1953)
- Island in the Sun (1957)
- It Came from Beneath the Sea (1955)
- It Came from Outer Space (1953)
- It Conquered the World (1956)
- It Happened in Broad Daylight (1958)
- It Happened to Jane (1959)
- It Should Happen to You (1954)
- It Started with a Kiss (1959)
- It! The Terror from Beyond Space (1958)
- It's a Dog's Life (1955)
- It's Always Fair Weather (1955)
- Ivanhoe (1952)

## J
- Jack and the Beanstalk (1952)
- The Jackie Robinson Story (1950)
- The Jackpot (1950)
- Jail Bait (1954)
- Jailhouse Rock (1957)
- Jalsaghar (1958)
- Jamaica Run (1953)
- Jamboree (1957)
- Jane Eyre (1952)
- Jane Eyre (1956)
- Japanese War Bride (1952)
- The Jazz Singer (1952)
- Jeanne Eagels (1957)
- Jenny (1958)
- Jeopardy (1953)
- Jet Pilot (1957)
- Jeux interdits (1952)
- Jigokumon (1953) aka De poort van de hel
- Joe Butterfly (1957)
- John and Julie (1955)
- John Paul Jones (1959)
- Johnny Concho (1956)
- Johnny Dark (1954)
- Johnny Guitar (1954)
- Johnny Tremain and the Sons of Liberty (1957)
- The Joker Is Wild (1957)
- Jolanda la Figlia del Corsaro Nero (1952)
- Jons und Erdme (1959)
- Les joueurs (1951)
- Journal d'un curé de campagne (1951)
- Journey to the Center of the Earth (1959)
- Jubal (1956)
- Julie (1956)
- Juliette ou la Clé des songes (1950)
- Julius Caesar (1953)
- La Jument Verte (1959)
- Jumping Jacks (1952)
- Just My Luck (1957)
- Just This Once (1951)
- Justice est faite (1950)

## K
- Kaagaz Ke Phool (1959)
- Kagi (1959)
- Kakushi toride no san akunin (1958)
- Kampeeravonturen (1952)
- Kansas City Confidential (1952)
- Kansas Raiders (1950)
- Kapò (1959)
- Kees, de zoon van de stroper (1951)
- Keine Angst vor großen Tieren (1953)
- The Key (1958)
- Key to the City (1950)
- Kid Monk Baroni (1952)
- The Kidnappers (1953)
- Kiiroi Karasu (1957)
- The Killer Shrews (1959)
- The Killer That Stalked New York (1950)
- Killer's Kiss (1955)
- The Killing (1956)
- The King and I (1956)
- King Creole (1958)
- A King in New York (1957)
- King of the Khyber Rifles (1953)
- King Richard and the Crusaders (1954)
- King Solomon's Mines (1950)
- Kings Go Forth (1958)
- A Kiss Before Dying (1956) (1956)
- Kiss Me Deadly (1955)
- Kiss Me Kate (1953)
- Kiss Them for Me (1957)
- Kiss Tomorrow Goodbye (1950)
- Die kleine Stadt will schlafen gehen (1954)
- Kleren maken de man (1957)
- Knights of the Round Table (1953)
- Knighty Knight Bugs (1958)
- Knock on Wood (1954)
- Das Kreuz am Jägerstein (1954)
- Kronos (1957)
- Kumonosu-jō (1957)

## L
- Lady en de Vagebond (1956) aka Lady and the Tramp
- Lady of the Castle (1958)
- A Lady Without Passport (1950)
- The Ladykillers (1955)
- Lafayette Escadrille (1958)
- Lambert the Sheepish Lion (1951)
- Land of the Pharaohs (1955)
- The Land Unknown (1957)
- The Last Angry Man (1959)
- The Last Day of Summer (1958)
- Last Holiday (1950)
- The Last Hurrah (1958)
- The Last Time I Saw Paris (1954)
- Last Train from Gun Hill (1959)
- The Last Wagon (1956)
- Latin Lovers (1953)
- Laughing Anne (1954)
- Laughter in Paradise (1951)
- The Lavender Hill Mob (1951)
- The Law and Jake Wade (1958)
- Law and Order (1953)
- The Lawless Breed (1953)
- The Left Hand of God (1955)
- The Left Handed Gun (1958)
- The Legend of Tom Dooley (1959)
- Légère et court vêtue (1953)
- La legge (1959)
- The Lemon Drop Kid (1951)
- Lessen in liefde (1954) aka En lektion i kärlek
- Let's Dance (1950)
- Let's Go Crazy (1951)
- Let's Make It Legal (1951)
- Let's Rock (1958)
- Lettre ouverte (1953)
- Letyat Zhuravli (1957)
- Die Letzte Brücke (1954)
- Leur dernière nuit (1953)
- A Life of Her Own (1950)
- The Light in the Forest (1958)
- Lili (1953)
- Limelight (1952)
- The Lineup (1958)
- A Lion Is in the Streets (1953)
- Lisbon (1956)
- Little Fugitive (1953)
- The Little Hut (1957)
- The Littlest Hobo (1958)
- The Living Desert (1953)
- Living It Up (1954)
- La loi des rues (1956)
- Lola Montès (1955)
- The Lonely Man (1957)
- Lonelyhearts (1958)
- The Long Arm (1956)
- The Long Gray Line (1955)
- The Long, Hot Summer (1958)
- The Long, Long Trailer (1954)
- Look Back in Anger (1959)
- Lost Continent (1951)
- Lost in Alaska (1952)
- Louisa (1950)
- Les loups chassent la nuit (1952)
- Love in the Afternoon (1957)
- Love Is a Many-Splendored Thing (1955)
- Love Is Better Than Ever (1952)
- Love Me or Leave Me (1955)
- Love Me Tender (1956)
- Love Nest (1951)
- The Lovers (1958)
- Loving You (1957)
- Luci del varietà (1950)
- Lucy Gallant (1955) aka Oil Town
- Lulù (1953)
- Lust for Life (1956)
- The Lusty Men (1952)

## M
- Ma femme est formidable (1951)
- Mad About Men (1954)
- Madame de... (1953)
- Mädchen in Uniform (1958)
- Das Mädchen mit den Katzenaugen (1958)
- Das Mädchen Rosemarie (1958)
- Ein Mädchen aus Flandern (1956)
- Madhumati (1958)
- The Maggie (1954)
- The Magic Box (1951)
- Magnificent Obsession (1954)
- The Magnificent Yankee (1950)
- Maigret et l'Affaire Saint-Fiacre (1959)
- Maigret tend un piège (1957)
- Malta Story (1953)
- Mam'zelle Nitouche (1954)
- The Man and the Monster (1958)
- The Man Between (1953)
- The Man from Laramie (1955)
- The Man in the Gray Flannel Suit (1956)
- The Man in the White Suit (1951)
- The Man Inside (1958)
- Man of a Thousand Faces (1957)
- Man of the West (1958)
- Man on a Tightrope (1953)
- The Man Who Knew Too Much (1956)
- The Man Who Never Was (1956)
- The Man with the Golden Arm (1955)
- Man Without a Star (1955)
- Mandy (1952)
- Ein Mann geht durch die Wand (1959)
- Mannequins für Rio (1954)
- Maria Chapdelaine (1950)
- La Marie du port (1950)
- Marie-Octobre (1958)
- Marjorie Morningstar (1958)
- The Marrying Kind (1952)
- Martin Luther (1953)
- Marty (1955)
- The Matchmaker (1958)
- The Mating Game (1959)
- The Mating Season (1951)
- Mayabazar (1957)
- Me and the Colonel (1958)
- Il Medico e lo stregone (1957)
- The Medium (1952)
- The Member of the Wedding (1952)
- The Men (1950)
- Men in War (1957)
- The Merry Widow (1952)
- Meet Danny Wilson (1952)
- Meet Me in Las Vegas (1956)
- Menschen im Hotel (1959)
- Merry Andrew (1958)
- Mesa of Lost Women (1953)
- Meshi (1952)
- Michel Strogoff (1956)
- The Midnight Story (1957)
- The Milkman (1950)
- Million Dollar Mermaid (1952)
- The Million Pound Note (1954)
- The Miniver Story (1950)
- La Minute de vérité (1952)
- The Miracle (1959)
- The Miracle of Our Lady of Fatima (1952)
- Miracolo a Milano (1951)
- Mise Éire (1959)
- Les Misérables (1952)
- Les Misérables (1958)
- Miss Robin Hood (1952)
- Miss Sadie Thompson (1953)
- Missile to the Moon (1958)
- The Mississippi Gambler (1953)
- Mister 880 (1950)
- Mister Cory (1957)
- Mister Roberts (1955)
- Miyamoto Musashi (1954)
- Moby Dick (1956)
- The Model and the Marriage Broker (1951)
- Mogambo (1953)
- Moineaux de Paris (1952)
- The Mole People (1956)
- Il Momento più bello (1957)
- Mon ami Sainfoin (1950)
- Mon frangin du Sénégal (1953)
- Mon oncle (1958)
- Mon pote le gitan (1959)
- Le Monde du silence (1956)
- Money from Home (1953)
- Monkey Business (1952)
- The Monolith Monsters (1957)
- Montparnasse 19 (1958)
- Monsieur Leguignon, Lampiste (1951)
- Monsieur Taxi (1952)
- Monster from the Ocean Floor (1954)
- Monster on the Campus (1958)
- The Monster That Challenged the World (1957)
- Montana Belle (1952)
- The Moon Is Blue (1953)
- Moonfleet (1955)
- Morgengrauen (1954)
- La Mort en ce jardin (1956)
- Mother India (1957)
- Moulin Rouge (1952)
- The Mouse That Roared (1955)
- Moutarde van Sonaansee (1959)
- Le Mouton à cinq pattes (1954)
- A Movie (1958)
- Mr. Arkadin (1955) aka Confidential Report
- Mr. Imperium (1951)
- The Mudlark (1950)
- Muhomatsu No Issho (1958)
- La Mujer de las Camelias (1954)
- Una mujer sin amor (1952)
- Murder by Contract (1958)
- The Mummy (1959)
- La Muta di Portici (1952)
- My Cousin Rachel (1952)
- My Friend Irma Goes West (1950)
- My Man and I (1952)
- My Man Godfrey (1957)
- My Sister Eileen (1955)
- My Six Convicts (1952)
- My Son John (1952)
- Myrte en de demonen (1950)
- Le Mystère Picasso (1956)
- The Mysterians (1957)
- Mysterious Island (1951)
- Mystery Street (1950)

## N
- Nagareru (1956)
- Naked Alibi (1954)
- The Naked Jungle (1954)
- The Naked Maja (1958)
- The Naked Spur (1953)
- The Naked Truth (1957)
- The Narrow Margin (1952)
- Nazarín (1959)
- Never Say Goodbye (1956)
- Never So Few (1959)
- Ni vu... Ni connu... (1958)
- Niagara (1953)
- Night and the City (1950)
- The Night My Number Came Up (1955)
- Night of the Demon (1957) aka Curse of the Demon
- Night of the Ghouls (1959)
- Night Passage (1957)
- Night People (1954)
- The Night of the Hunter (1955)
- A Night to Remember (1958)
- Nightfall (1957)
- Nijū-shi no Hitomi (1954)
- Nishi Ginza Station (1958)
- No Highway (1951) aka No Highway in the Sky
- No Man of Her Own (1950)
- No Name on the Bullet (1959)
- No Room for the Groom (1952)
- No Sad Songs for Me (1950)
- No Time for Sergeants (1958)
- No Way Out (1950)
- Nobi (1959)
- North by Northwest (1959)
- North West Frontier (1959)
- Not as a Stranger (1955)
- Notre-Dame de Paris (1956)
- Le notti di Cabiria (1957)
- Nous Sommes Tous des Assassins (1952)
- Nuit et Brouillard (1955)
- The Nun's Story (1959)

## O
- Ochazuke No Aji (1952)
- Odds Against Tomorrow (1959)
- Ode aan de vreugde (1950) aka Till glädje
- Ohayō (1959)
- Oklahoma! (1955)
- Old Khottabych (1956)
- The Old Man and the Sea (1958)
- Old Yeller (1957)
- Olivia (1951)
- Los olvidados (1950)
- On Dangerous Ground (1952)
- On Moonlight Bay (1951)
- On the Beach (1959)
- On the Riviera (1951)
- On the Threshold of Space (1956)
- On the Waterfront (1954)
- Once a Thief (1950)
- One Froggy Evening (1955)
- The One That Got Away (1957)
- Onionhead (1958)
- Operation Petticoat (1959)
- Ordet (1955)
- Ore Wa Matteru Ze (1957)
- Les Orgueilleux (1953)
- L'oro di Napoli (1954)
- Orphée (1950)
- Orfeu Negro (1959) aka Black Orpheus
- Othello (1952) aka The Tragedy of Othello: The Moor of Venice
- Our Man in Havana (1959)
- Our Very Own (1950)
- Out of this World (1954)
- The Outcast (1954)
- Outcast of the Islands (1952)

## P
- The Painted Hills (1951)
- The Pajama Game (1957)
- Pal Joey (1957)
- Pandora and the Flying Dutchman (1951)
- Pane, amore e fantasia (1953) (aka Bread, Love and Dreams)
- Panic in the Streets (1950)
- Papa, maman, la Bonne et moi (1954)
- Papa, maman, ma femme et moi (1956)
- Pardners (1956)
- Party Girl (1958)
- Pas de vacances pour Monsieur le Maire (1951)
- Le Passe-Muraille (1951)
- Passport to Shame (1958)
- Pat and Mike (1952)
- Pather Panchali (1955)
- Paths of Glory (1957)
- Patterns (1956)
- Payment on Demand (1951)
- Penny Points to Paradise (1951)
- The People Against O'Hara (1951)
- People Will Talk (1951)
- Pepe el Toro (1952)
- Les pépées font la loi (1954)
- The Perfect Furlough (1958)
- Perfect Strangers (1950)
- Perri (1957)
- Pete Kelly's Blues (1955)
- Peter Pan (1953)
- Le Petit Monde de don Camillo (1951)
- Peyton Place (1957)
- The Phenix City Story (1955)
- Phffft (1954)
- The Philosopher's Stone (1958)
- Phone Call from a Stranger (1952)
- Pickpocket (1959)
- Pickup on South Street (1953)
- The Pickwick Papers (1952)
- Picnic (1955)
- The Pied Piper of Hamelin (1957)
- Pillow Talk (1959)
- A Place in the Sun (1951)
- Le Plaisir (1952)
- Plan 9 from Outer Space (1959)
- Plunder of the Sun (1953)
- Pociąg (1959)
- La poison (1951)
- Poisson d'avril (1954)
- Pony Express (1953)
- Pool of London (1951)
- Porgy and Bess (1959)
- Pork Chop Hill (1959)
- Porte des Lilas (1957)
- Pot-Bouille (1957)
- Poveri ma Belli (1956)
- Pre-Hysterical Hare (1958)
- The President's Lady (1953)
- The Pride and the Passion (1957)
- The Pride of St. Louis (1952)
- Prijs de zee (1959)
- The Prince and the Showgirl (1957)
- Prince Valiant (1954)
- The Prince Who Was a Thief (1951)
- The Prisoner (1955)
- The Prisoner of Zenda (1952)
- The Private War of Major Benson (1955)
- Private's Progress (1956)
- The Prodigal (1955)
- Prohibited Love (1958)
- The Proud and Profane (1956)
- The Proud Ones (1956)
- The Purple Mask (1955)
- The Purple Plain (1954)
- Pushover (1954)
- La putain respectueuse (1952)

## Q
- Quatermass 2 (1957)
- The Quatermass Xperiment (1955)
- Les Quatre Cents Coups (1959)
- Queen Bee (1955, De fatale mevr. Phillips)
- The Quiet American (1958)
- The Quiet Man (1952)
- Quo Vadis (1951)

## R
- The Racket (1951)
- Racket Girls (1951)
- Radar Men from the Moon (1952)
- Radar Secret Service (1950)
- Rage at Dawn (1955)
- The Rainmaker (1956)
- The Rains of Ranchipur (1955)
- Raintree County (1957)
- Rally 'Round the Flag, Boys! (1958)
- Rancho Notorious (1952)
- Ransom! (1956)
- Rashomon (1950)
- Raspoutine (1954)
- Die Ratten (1955)
- Rawhide (1951)
- The Rawhide Years (1955)
- Razzia sur la chnouf (1955)
- Reach for the Sky (1956)
- Rear Window (1954)
- The Rebel Set (1959)
- Rebel Without a Cause (1955)
- Rechter Thomas (1953)
- The Red Badge of Courage (1951)
- Red Ball Express (1952)
- Red Planet Mars (1952)
- Reluctant Bride (1955)
- The Reluctant Debutante (1958)
- Rendez-vous avec la chance (1950)
- Return of the Fly (1959)
- Return of the Frontiersman (1950)
- The Revenge of Frankenstein (1958)
- Revenge of the Creature (1955)
- Rhapsody (1954)
- Rich, Young and Pretty (1951)
- Richard III (1955)
- Ride a Crooked Trail (1958)
- Ride Lonesome (1959)
- Ride, Vaquero! (1953)
- Rififi (1955) aka Du rififi chez les hommes
- Rio Bravo (1959)
- Rio Grande (1950)
- Le rire (1953)
- River of No Return (1954)
- Road to Bali (1952)
- Rob Roy, the Highland Rogue (1954)
- The Robe (1953)
- Robinson Crusoe (1954)
- Robot Monster (1953)
- Rock All Night (1957)
- Rock Around the Clock (1956)
- Rock-a-Bye Baby (1958)
- Rocketship X-M (1950)
- Rogue Cop (1954)
- Rogues of Sherwood Forest (1950)
- Le roi du bla bla bla (1951)
- Roman Holiday (1953)
- Romeo and Juliet (1954)
- La Ronde (1950)
- Room at the Top (1959)
- The Roots of Heaven (1958)
- Rose-Marie (1954)
- La rose rouge (1951)
- The Rose Tattoo (1955)
- Le Rouge et le Noir (1954)
- Royal Wedding (1951)
- Ruby Gentry (1952)
- La rue sans loi (1950)
- Run Silent, Run Deep (1958)

## S
- Sabrina (1954)
- The Sad Sack (1957)
- Sadhna (1958)
- The Saga of the Viking Women and Their Voyage to the Waters of the Great Sea Serpent (1957)
- Saikaku ichidai onna (1952)
- Sailor Beware (1952)
- Saint Joan (1957)
- Le Salaire de la peur (1953)
- Salome (1953)
- Salt of the Earth (1954)
- Sampo (1959)
- Sands of Iwo Jima (1950)
- Sans laisser d'adresse (1951)
- Sanshō Dayũ (1954)
- Sånt Händer inte Här (1950)
- Santa Fe (1951)
- Sapphire (1959)
- Saskatchewan (1954)
- The Savage (1952)
- Say One for Me (1959)
- Sayonara (1957)
- Scaramouche (1952)
- Scared Stiff (1953)
- The Scarlet Coat (1955)
- Lo sceicco bianco (1952)
- Scènes de ménage (1954)
- Screaming Mimi (1958)
- The Screaming Skull (1958)
- Scrooge (1951) aka A Christmas Carol
- The Sea Chase (1955)
- Sea Devils (1953)
- Sea of Sand (1958)
- The Sea Shall Not Have Them (1954)
- The Search for Paradise (1957)
- The Searchers (1956)
- Le secret d'Hélène Marimon (1954)
- Il segno di Venere (1955)
- Seminole (1953)
- Senso (1954)
- Separate Tables (1958)
- Les Sept Péchés capitaux (1952)
- Serious Charge (1959)
- Seven Brides for Seven Brothers (1954)
- Seven Days to Noon (1950)
- Seven Hills of Rome (1958)
- The Seven Little Foys (1955)
- Seven Men from Now (1956)
- Seven Wonders of the World (1956) aka 7 Wonders of the World
- The Seven Year Itch (1955)
- Seven Years in Tibet (1956)
- Shadows (1959)
- The Shaggy Dog (1959)
- Shake Hands with the Devil (1959)
- Shane (1953)
- She Gods of Shark Reef (1958)
- The Sheepman (1958)
- The Sheriff of Fractured Jaw (1958)
- Shōnen Sarutobi Sasuke (1959)
- Shoot-Out at Medicine Bend (1957)
- Show Boat (1951)
- Si Paris nous était conté (1955)
- Si Versailles m'était conté... (1954)
- Siamo Donne (1953)
- Side Street (1950)
- Siempre tuya (1952)
- Sierra (1950)
- Sikkim, terre secrète (1956)
- Silk Stockings (1957)
- The Sign of Zorro (1958)
- The Silent Enemy (1958)
- The Silver Chalice (1954)
- Das Singende, Klingende Bäumchen (1957)
- Singin' in the Rain (1952)
- Singing in the Dark (1956)
- Sira' Fi al-Wadi (1954)
- Sissi (1955)
- Sitting Bull (1954)
- Six Bridges to Cross (1955)
- Sjors van de Rebellenclub (1955)
- Skirts Ahoy! (1952)
- Slaughter on Tenth Avenue (1957)
- Sleeping Beauty (1959)
- Small Hotel (1957)
- The Smallest Show on Earth (1957)
- Smart Alec (1951) aka Smart Aleck
- Smiley (1956)
- The Snows of Kilimanjaro (1952)
- So Big (1953)
- So This Is Paris (1955)
- So Long at the Fair (1950)
- Sois belle et tais-toi (1958)
- The Solid Gold Cadillac (1956)
- Solomon and Sheba (1959)
- Some Came Running (1958)
- Some Like It Hot (1959)
- Somebody Up There Likes Me (1956)
- Something of Value (1957)
- Son of Ali Baba (1952)
- Son of Paleface (1952)
- Song of the Heart (1958)
- Sora no Daikaijū Radon (1956)
- Sorority Girl (1957)
- SOS Pacific (1959)
- The Sound Barrier (1952)
- The Sound of Fury (1950)
- Le Sourire (1958)
- South Pacific (1958)
- The Space Children (1958)
- Space Invasion of Lapland (1959)
- The Spanish Gardener (1957)
- Spiegel van Holland (1950)
- The Spirit of St. Louis (1957)
- The Spoilers (1955)
- The Square Jungle (1955)
- St. Louis Blues (1958)
- Stage Fright (1950)
- Stakeout on Dope Street (1958)
- Stalag 17 (1953)
- The Star (1952)
- Star in the Dust (1956)
- A Star Is Born (1954)
- Starlift (1951)
- Stars in My Crown (1950)
- Stars in Your Eyes (1956)
- The Steel Helmet (1951)
- Sterren stralen overal (1953)
- Stolen Desire (1958)
- The Stooge (1952)
- Storm over Tibet (1952)
- Storm Warning (1951)
- The Story of Esther Costello (1957)
- The Story of Mankind (1957)
- The Story of Robin Hood (1952)
- The Story of Three Loves (1953)
- The Story of Will Rogers (1952)
- La strada (1954)
- The Strange World of Planet X (1957)
- Strangers on a Train (1951)
- Strategic Air Command (1955)
- A Streetcar Named Desire (1951)
- Stromboli (1950)
- The Student Prince (1954)
- Styrmand Karlsen (1958)
- Sudba cheloveka (1959)
- Sudden Fear (1952)
- Suddenly, Last Summer (1959)
- Suddenly (1954)
- Sukyandaru (1950)
- Summer Stock (1950)
- Summertime (1955)
- The Sun Shines Bright (1953)
- Sunset Blvd. (1950)
- Superman and the Mole Men (1951)
- Susan Slept Here (1954)
- Susana (1951) aka The Devil and the Flesh
- Swamp Women (1955)
- Sweet Smell of Success (1957)
- The Sword and the Rose (1953)

## T
- Take the High Ground! (1953)
- A Tale of Five Cities (1951)
- A Tale of Two Cities (1958)
- The Tales of Hoffmann (1951)
- The Tall T (1957)
- The Tall Target (1951)
- Tammy and the Bachelor (1957)
- Tanganyika (1954)
- Tarantula (1955)
- The Tarnished Angels (1957)
- Tarzan's Fight for Life (1958)
- Tarzan's Greatest Adventure (1959)
- Taxi, Roulotte et Corrida (1958)
- Taza, Son of Cochise (1954)
- Tea and Sympathy (1956)
- Tea for Two (1950)
- Teacher's Pet (1958)
- The Teahouse of the August Moon (1956)
- Teenage Cave Man (1958)
- Teenagers from Outer Space (1959)
- The Tell-Tale Heart (1953)
- The Ten Commandments (1956)
- Ten North Frederick (1958)
- The Tender Trap (1955)
- Tension (1950)
- Terror from the Year 5000 (1958)
- Terror Is a Man (1959)
- That's My Boy (1951)
- Them! (1954)
- They Who Dare (1954)
- There's Always Tomorrow (1956)
- There's No Business Like Show Business (1954)
- Thérèse Raquin (1953)
- The Thief (1952)
- The Thing from Another World (1951)
- The Thing That Couldn't Die (1958)
- Third Man on the Mountain (1959)
- This Angry Age (1958)
- This Could Be the Night (1957)
- This Happy Feeling (1958)
- This Is Cinerama (1952)
- This Island Earth (1955)
- This Woman Is Dangerous (1952)
- Three Came Home (1950)
- Three Coins in the Fountain (1954)
- The Three Faces of Eve (1957)
- Three for the Show (1955)
- Three Little Words (1950)
- Three Sailors and a Girl (1955)
- Thunder Over the Plains (1953)
- Tiger Bay (1959)
- Time Limit (1957)
- A Time to Love and a Time to Die (1958)
- The Tin Star (1957)
- The Tingler (1959)
- Titanic (1953)
- The Titfield Thunderbolt (1953)
- Tizoc (1957)
- To Catch a Thief (1955)
- To Hell and Back (1955)
- To Please a Lady (1950)
- To the Compass of Your Lie (1950)
- Tokyo Monogatari (1953)
- Tom Thumb (1958)
- Tomahawk (1951)
- Tommy the Toreador (1959)
- Too Much, Too Soon (1958)
- Toot, Whistle, Plunk and Boom (1953)
- Top Banana (1954)
- Torch Song (1953)
- Torpedo Run (1958)
- Totò a colori (1952)
- Totò, Eva e il pennello proibito (1959)
- Touch of Evil (1958)
- Touchez pas au grisbi (1954)
- Tourments (1954)
- De toverspiegel (1951)
- A Town Like Alice (1956)
- The Trap (1959)
- Trapeze (1956)
- La traversée de Paris (1956)
- Tread Softly Stranger (1958)
- Treasure Island (1950)
- The Treasure of Pancho Villa (1955)
- Trent's Last Case (1951)
- Trial (1955)
- Les Tricheurs (1958)
- Trio (1950)
- Les Trois Mousquetaires (1953)
- The Trollenberg Terror (1958)
- Le trou normand (1952)
- Trouble Along the Way (1953)
- The Trouble with Harry (1955)
- Trouwe Kameraden (1957)
- Tuntematon sotilas (1955)
- Twelve O'Clock High (1950)
- Twice Upon a Time (1953)
- Twilight for the Gods (1958)
- Two Men and a Wardrobe (1958)
- Two Weeks with Love (1950)

## U
- Ugetsu monogatari (1953)
- Uit hetzelfde nest (1952)
- Ukikusa (1959)
- Umberto D. (1952)
- Unchained (1955)
- The Undead (1957)
- Underwater! (1955)
- Underworld Beauty (1958)
- The Unholy Wife (1957)
- The Unknown Man (1951)
- The Unknown Soldier (1955)
- Untamed Youth (1957)
- Der Untertan (1951)
- Until They Sail (1955)

## V
- Les Vacances de monsieur Hulot (1953)
- La Vache et le Prisonnier (1959)
- Valkoinen peura (1952)
- I Vampiri (1957)
- Varan the Unbelievable (1958)
- Vechten en Dienen (1953)
- Vendetta (1950)
- Vengeance Valley (1951)
- Vera Cruz (1954)
- La Vérité sur Bébé Donge (1951)
- Vertigo (1958)
- Viaggio in Italia (1954)
- La vie à deux (1958)
- La vie d'un honnête homme (1953)
- Vier Rakkers en een oude jeep (1959) aka Het Geheim van de Oude Molen
- The Vikings (1958)
- La Villa Santo-Sospir (1952)
- Vincent van Gogh (1953)
- The Virgin Queen (1955)
- The Virgin Wife (1958)
- I vitelloni (1953)
- Viva Zapata! (1952)
- De Vliegende Hollander (1957)
- Voulez-vous danser avec moi? (1959)
- Vous n'avez Rien à Déclarer? (1959)
- Vrijgezel met 40 kinderen (1958)

## W
- Wabash Avenue (1950)
- Wagon Master (1950)
- Walking My Baby Back Home (1953)
- War and Peace (1956)
- War Arrow (1953)
- War of the Colossal Beast (1958)
- The War of the Worlds (1953)
- Warlock (1959)
- The Wayward Bus (1957)
- We're No Angels (1955)
- We're Not Married! (1952)
- Weg Ohne Umkehr (1954)
- The Well (1951)
- The West Point Story (1950)
- Westward the Women (1951)
- What's Opera, Doc? (1957)
- When in Rome (1952)
- When Willie Comes Marching Home (1950)
- When Worlds Collide (1951)
- Where Danger Lives (1950)
- Where the Sidewalk Ends (1950)
- While the City Sleeps (1956)
- The Winning Team (1952)
- With a Song in My Heart (1952)
- White Christmas (1954)
- White Feather (1955)
- White Wilderness (1958)
- Who Done It? (1956)
- Wichita (1955)
- The Wild Blue Yonder (1951)
- Wild Is the Wind (1957)
- Wild Women of Wongo (1958)
- The Wild North (1951)
- The Wild One (1953)
- Wilde aardbeien (1957) aka Smultronstället
- Will Success Spoil Rock Hunter? (1957)
- Winchester '73 (1950)
- Windjammer (1958)
- The Wings of Eagles (1957)
- Witness for the Prosecution (1957)
- Wolf Dog (1958)
- Woman in a Dressing Gown (1957)
- Woman's World (1954)
- Het wonderlijke leven van Willem Parel (1955)
- The Wooden Horse (1950)
- The World in His Arms (1952)
- The World, the Flesh and the Devil (1959)
- The Wreck of the Mary Deare (1959)
- Written on the Wind (1956)
- The Wrong Man (1956)
- Wyoming Renegades (1954)

## X
- X the Unknown (1956)

## Y
- Yama no oto (1954)
- Yesterday's Enemy (1959)
- Yield to the Night (1956)
- You're in the Navy Now (1951)
- You're Never Too Young (1955)
- Young Bess (1953)
- Young and Dangerous (1957)
- Young at Heart (1954)
- The Young Lions (1958)
- Young Man with a Horn (1950)
- The Young Philadelphians (1959)
- Young Wives' Tale (1951)

## Z
- Zarak (1956)
- Zero Hour! (1957)
- De zeven samoerai (1954) aka Shichinin no samurai
- Het zevende zegel (1957) aka Det sjunde inseglet
- Zoku Miyamoto Musashi: Ichijōji no kettō (1955)
- Zomer met Monika (1953) aka Sommaren med Monika
- Zorro, the Avenger (1959)